# HD 159868 b
HD 159868 b是一個環繞恆星HD 159868的太陽系外行星，屬於類木行星。它與母恆星平均距離是2天文單位，但軌道離心率很高，因此和母恆星距離在0.62到3.38天文單位之間變化。